# Аллеров Владислав Юрійович
Владислав Юрійович Аллеров (нар. 2 січня 1985, м. Сімферополь, АР Крим — пом. 30 травня 2022, поблизу Ізюма, Харківська обл.) — український військовослужбовець, полковник, командир окремого загону спеціального призначення «Омега» Західного територіального управління Національної гвардії України, який загинув у ході російського вторгнення в Україну. Син генерал-полковника Юрія Аллерова. Герой України (2022, посмертно).

## Життєпис
Народився 2 січня 1985 року. Наприкінці 1980-х родина мешкала у грузинському місті Ахалкалакі. Жив у Львові й Рава-Руській. Навчався у п’ятьох школах. Атестат отримав у гімназії № 1 м. Сімферополя. 2006 року закінчив Академію внутрішніх військ МВС України за спеціальністю «Тилове забезпечення військових частин», проте за власним бажанням та клопотанням батька подальшу службу проходив на командних посадах.
До 2012 року служив у Кримській «Лаванді» — єдиному на той час гірському спецпідрозділі у внутрішніх військах .
Отримав вишкіл за стандартами НАТО, зокрема пройшов два гірсько-альпійських курси в Румунії та Італії. Добре володів англійською мовою . 

### Російсько-українська війна
Проходив службу у найгарячіших точках з 2014 року. Командир групи спецназу Нацгвардії «Омега» в бою під Семенівкою 5 травня 2014. В червні 2014 брав участь у боях за Ясинувату.
2021 року захистив дисертацію на здобуття наукового ступеня кандидата історичних наук на тему «Військово-призовні кампанії до Збройних Сил СРСР в умовах формування багатопартійної системи в Українській РСР (1990–1991)».

### Російське вторгнення 2022 року
З початком російського вторгнення в Україну продовжив службу. 25 лютого 2022 його загін було терміново передислоковано до Житомира — відбивати російський наступ на півночі країни. Через кілька днів полковник Аллеров і його підлеглі вже звільняли Макарів Київської області. Потім звільняли територію Чернігівщини, а згодом — із Сумщини . Проводив успішні операції, під його керівництвом було знищено не один десяток військової техніки окупантів, командні пункти й солдати. Загинув 30 травня 2022 під артилерійським обстрілом ворога в районі м. Ізюма на Харківщині, забезпечуючи відхід групи. В результаті обстрілу один із бійців дістав поранення обох ніг. Полковник Аллеров наклав хлопцеві турнікети, передав його групі евакуації та продовжив бій, у якому, на жаль, сам дістав поранення, не сумісне із життям .
Похований 1 червня 2022 року на Личаківському цвинтарі міста Львів.

## Нагороди
- Звання Герой України з удостоєнням ордена «Золота Зірка» (27 грудня 2022, посмертно) — за особисту мужність і героїзм, виявлені у захисті державного суверенітету та територіальної цілісності України, вірність військовій присязі[8]
- Орден «За мужність» III ст. (17 червня 2016) — за особисту мужність і високий професіоналізм, виявлені у захисті державного суверенітету та територіальної цілісності України, вірність військовій присязі[9]
- Відзнака Президента України «За участь в антитерористичній операції»
- Нагрудний знак «Козацький хрест» І ступеня.
- Медаль за сприяння війську.
- Нагрудний знак пошани МОУ.
- Медаль «20 років сумлінної служби» Національної гвардії України.
- Хрест Братерства.
- Нагрудний знак МВС.

## Родина
- Батько Юрій Аллеров — командувач Національної гвардії України (з 30 грудня 2015 — по 7 травня 2019), генерал-полковник
- Син Микита — першокурсник Львівського ліцею з посиленою військово-фізичною підготовкою імені Героїв Крут і ще двоє дітей [2]
- Дружина Оксана Аллерова